# Campyloptère à queue large
Pampa pampa
Espèce
Synonymes
- Ornismya pampa Lesson, 1832
(protonyme)

Statut de conservation UICN

 LC  : Préoccupation mineure
Statut CITES

Le Campyloptère à queue large (Pampa pampa) est une espèce d'oiseaux de la famille des Trochilidae, autrefois considérée comme une sous-espèce du campylopterus curvipennis.

## Description
Le campyloptère à queue large a une couronne violet métallique brillant ou violet-pourpre. Les parties supérieures sont vert métallique ou vert-bronze avec la couverture caudale plus vert-bleuâtre. La queue est vert-bleuâtre métallique terne (rapproché du gris-vert) passant au noir violacé ou violet-noirâtre à l'extrémité. Cette teinte est présente sur la majeure partie du plumage interne (sauf sur le milieu de la paire de rectrices médianes), le plumage externe des rectrices latérales est gris-brunâtre sur le milieu et sombre à la base. Les rémiges sont violacé sombre. Les parties inférieures, y compris les régions malaire et lorale, sont gris-brunâtre ou gris terne, la région auriculaire est similaire mais plus sombre. Présence d'une tache post-oculaire blanc terne. Le bac est noir terne avec la mandibule brunâtre et sombre à l'extrémité, les pattes sont brunâtre.

## Répartition
On retrouve cette espèce du Mexique (Yucatan) au Guatemala, au Belize et au Honduras.

## Taxonomie
McGuire et al. (2014) ont constaté que Campylopterus n'était pas monophylétique et que trois taxons d'Amérique centrale, anciennement placés dans le genre Pampa (Ridgway), n'étaient pas étroitement apparentés aux vrais Campylopterus. Campylopterus pampa est séparé de Campylopterus curvipennis (Peterson et Navarro-Sigüenza 2009, Gonzalez et al.2011).